# Tichá (přítok Hamerského potoka)
Tichá je potok v Českém lese, v okrese Cheb v Karlovarském kraji a okrese Tachov v Plzeňském kraji, levostranný přítok Hamerského potoka. Délka toku měří 10,7 km, plocha povodí činí 26,5 km².

## Průběh toku
Potok pramení v nadmořské výšce 535 metrů v Českém lese na území obce Stará Voda v k. ú. Slatina u Mariánských Lázní zaniklé obce Slatina. Nejprve teče východním směrem, který se brzy mění na jižní. Západně od Tachovské Huti podtéká silnici do zaniklé obce Slatina, protéká rybníkem Kajetán a pokračuje nadále jižním směrem k Farskému rybníku. Zde u obce Broumov opouští území okresu Cheb i Karlovarského kraje a přitéká do okresu Tachov v Plzeňském kraji. Pod Farským rybníkem se zleva vlévá do Hamerského potoka.